# لاراميديا

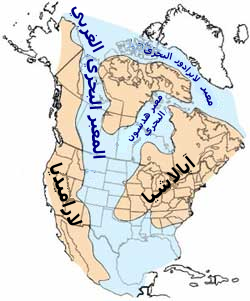
لاراميديا منذ حوالي 100 مليون سنة.

لاراميديا كانت قارة جزيرة كانت موجودة خلال فترة الطباشيري المتأخر (99.6–66 مليون سنة مضت)، عندما قسّم الطريق البحري الغربي الداخلي قارة أمريكا الشمالية إلى قسمين. في حقبة الحياة الوسطى كانت لاراميديا كتلة أرض جزيرة منفصلة عن أپالاتشيا إلى الشرق من خلال الطريق البحري الغربي الداخلي. تقلص الطريق في النهاية وانقسم عبر الداكوتا وتراجع باتجاه خليج المكسيك ونهر هدسون. اتصلت الكتل لتوحد قارة أمريكا الشمالية.
سُميت لاراميديا على اسم لارامي، وايومنج التي تقع في اليابسة السابقة. تمت صياغة الاسم من قِبل چيه ديڤيد أرتشيبالد سنة 1996.